# Massive Attack
Massive Attack är en brittisk musikgrupp bildad 1988 i Bristol, England. Gruppen består av Robert "3D" del Naja, Adrian "Tricky" Thaws och Grant "Daddy G" Marshall. Själva kallar de sin musik för "The Bristol sound" men deras musik fick en egen genre kallad triphop. Några av deras största framgångar är låtarna "Unfinished Sympathy" (1991) och "Teardrop" (1998).

## Diskografi
Studioalbum
- 1991 – Blue Lines
- 1994 – Protection
- 1998 – Mezzanine
- 2003 – 100th Window
- 2010 – Heligoland

Samlingsalbum
- 1998 – Singles 90/98
- 2006 – Collected
- 2006 – Selected

Andra album
- 2004 – Danny the Dog (filmsoundtrack)
- 1995 – No Protection (remixalbum av Mad Professor)

EP
- Massive Attack EP (1992)
- Bite Size Massive Attack (2006)
- Splitting the Atom (2009)
- Atlas Air (2010)

Singlar (topp 100 på UK Singles Chart)
- "Daydreaming" (1990) (#81)
- "Unfinished Sympathy" (1991) (#13)
- "Safe from Harm" (1991) (#25)
- "Sly" (1994) (#24)
- "Protection" (1995) (#14)
- "Karmacoma" (1995) (#28)
- "Risingson" (1997) (#11)
- "Teardrop" (1998) (#10)
- "Angel" (1998) (#30)
- "Special Cases" (2003) (#15)
- "Live with Me" (2006) (#17)